# Phil Brown
Philip "Phil" Brown (30 de mayo de 1959) es un exfutbolista y entrenador inglés. Actualmente entrena a Barrow.

## Carrera deportiva
Brown mantuvo una extensa carrera como futbolista que se desarrolló de 1978 a 1996
. Su puesto habitual era el de defensor central, se inició profesionalmente jugando para el Hartlepool United FC equipo para el que jugó desde su debut hasta 1985, jugando un total de 217 partidos y conquistando ocho goles.
Ese mismo año pasó al Halifax Town A.F.C en donde jugó hasta 1988 participando en 135 encuentros y marcando 19 goles.
En 1988 pasó a la Premier League defendiendo los colores del Bolton Wanderers quedándose en el club seis temporadas, jugando 256 partidos y anotando catorce goles, en 1994 paso al Blackpool F.C. equipo en el que permaneció hasta 1996

## Carrera como entrenador
Inició su carrera como entrenador en el Bolton Wanderers, al principio era el ayudante de campo de Colin Todd  asumiendo la responsabilidad de dirigir el equipo cuando este renunció a falta de cinco partidos, logrando la victoria en cuatro de ellos.
En junio de 2005 asumió la dirección técnica del Derby County, manteniéndose en su cargo solo siete meses, dimitiendo tras la derrota por 3 a 1 ante el Colchester United. en octubre de 2006 tomó las riendas del Hull City AFC cuando el equipo estaba en el último puesto de la segunda división, luego de una gran remontada el equipo se salvó del descenso en la última fecha, y en la temporada 2007/08 logró el ascenso a la Premier League
siendo la primera vez en la historia que "los tigres" logran un ascenso a la máxima categoría del Fútbol inglés.
En marzo de 2013 se convierte en nuevo técnico del Southend United Football Club, noveno clasificado de la League Two inglesa. Los dirigentes aprobaron la destitución de Paul Sturrock y  la llegada del exmánager de Derby County o Hull City.